# آلفا (داکوتای شمالی)
آلفا، شمال داکوتا (به انگلیسی: Alpha, North Dakota) یک منطقهٔ مسکونی در ایالات متحده آمریکا است که در داکوتای شمالی واقع شده‌است.

## خصوصیات
آلفا ۸۵۷٫۱۱ متر بالاتر از سطح دریا واقع شده‌است.